# 방호진
방호진(方鎬鎭, 1977년 12월 12일 ~ )은 대한민국의 전 축구 선수 및 현 지도자이다. 현재 강릉시민축구단 코치이다.